# The Panacea
Pour les articles homonymes, voir Panacea.
The Panacea, ou simplement Panacea, de son vrai nom Mathis Mootz (né le 19 août 1976 à Wetzlar), est un producteur et DJ allemand de drum and bass.  Mootz a suivi un apprentissage de la musique classique et été membre de la chorale de garçons de Windsbach. Après avoir étudié l'ingénierie musicale à l'institut SAE, Mootz a travaillé avec le label expérimental de hip-hop/illbient Chrome, une émanation de Force Inc Music Works. 
Au fil de plusieurs albums de drum and bass et de nombreux singles, et en tant que responsable A&R pour Chrome (rebaptisé plus tard Position Chrome), Panacea se fait connaître pour avoir repoussé les limites du genre drum and bass vers des territoires industriels et hardcore, et pour ses DJ sets énergiques qui fusionnaient ces genres sur scène. Avec son projet parallèle m², il explore un aspect plus minimal de la musique électronique, d'abord dans le domaine des clicks 'n' cuts, et plus tard dans le territoire dark ambient inauguré par des artistes comme Lustmord. Mootz vit et produit à Sommerhausen, une ville isolée près de Wurtzbourg.

## Biographie
Mootz a expérimenté le hip-hop/illbient au milieu des années 1990, en tant qu'émanation de Force Inc Music Works. Sous le nom de Panacea, il sort une série de singles de drum and bass sombres sur le label en 1996, suivis par les albums Low Profile Darkness en 1997 et Twisted Designz en 1998, qui ont poussé le format tech step établi par les Britanniques Ed Rush et Nico Sykes vers un territoire musique industrielle/digital hardcore dur. Mootz a pris en charge l'A&R de Chrome, et le label a été rebaptisé Position Chrome peu de temps après (le label appartient désormais à Mootz), devenant ainsi l'un des premiers et des plus importants labels allemands de drum and bass.
La vaste culture musicale de Mootz l'amène à expérimenter d'autres styles, du minimalisme avant-gardiste de sa bande sonore Brasilia (qui fait partie de la série Architettura de Caipirinha explorant la relation entre l'architecture et la musique) à sa collaboration avec la chanteuse de J-pop Hanayo, qui a vu le duo réinterpréter électroniquement Ich steh an deiner Krippen hier de Bach. Plusieurs MC ont participé à son album Phoenix Metabolism (1999), tandis qu'il a affiné son style drum and bass industriel sur l'album German Engineering (novembre 2000). Mootz lance également un certain nombre de projets parallèles et de collaborations au cours de cette période, publiant des albums de raggacore (sous le nom de Rich Kid), d'électro (sous le nom de Bad Street Boy), de techno hardcore (sous le nom de Kate Mosh), et de drum and bass avec DJ Scud (sous le nom de The Redeemer) et Problem Child (sous le nom de Disorder). Sinecore, le premier album de son alias glitch/dark ambient m² (prononcé Squaremeter) sort en 2000 sur Mille Plateaux. Dix autres albums sont publiés dans le cadre de ce projet sur des labels tels que Ant-Zen et Hands Productions.
The Hardest Tour on Planet Earth (2001) documente son partenariat avec son compatriote allemand Cativo, autre artiste de drum and bass, où des éléments de oldskool hardcore commencent à entrer dans ses sorties. Avec Underground Superstar (2002), il fusionne le oldskool hardcore et le jump-up avec des techniques de production modernes. L'album comprend The Evil Seed, un titre vocal pour lequel un clip vidéo a été produit, et The Last Brotherhood. Adoptant une personnalité de DJ extrêmement énergique, il s'est fait connaître pour ses sets à mi-chemin entre le hardcore et le drum and bass. Il commence également à collaborer avec Luna-C, l'un des artistes du renouveau du breakbeat hardcore. Panacea Shares Needles with Tarmvred, une collaboration avec Needle Sharing et Tarmvred en 2002 sur Ad Noiseam, combine drum and bass, hardcore et noise.
Position Chrome a cessé brièvement ses activités en 2004 lorsque les distributeurs de Force Inc., EFA-Medien, ont fait faillite, mais en 2005, Mootz relance le label, changeant son nom en The Panacea. Depuis, il revient à des sons plus sombres et sort un certain nombre de singles sur Position Chrome, ainsi que sur les labels britanniques Outbreak et Offkey Records. The Panacea faisait partie de l'agence de booking Anger Management ainsi que de Freak Recordings, ce qui l'a amené à être la tête d'affiche de plusieurs événements de la franchise Therapy Sessions. 
En 2016, il fait l'objet d'un mini-documentaire intitulé Rise and Shine réalisé par Ira A. Goryainova. En 2019, il sort un nouveau vinyle baptisé Beyond All Boundaries.

## Discographie notable
- 1997 : Panacea - Low Profile Darkness (Position Chrome)
- 1998 : Hanayo in Panacea - Hanayo in Panacea (Mille Plateaux)
- 1998 : Panacea - Twisted Designz (Position Chrome)
- 1999 : Panacea - Phoenix Metabolism (Position Chrome)
- 1999 : Bad Street Boy - Bad Power (Pharma)
- 2000 : Panacea - Architettura Vol 4 - Brasilia (Caipirinha Productions)
- 2000 : m² - 14id1610s (Ant-Zen)
- 2000 : m² - Sinecore (Mille Plateaux)
- 2001 : Panacea - German Engineering (Position Chrome)
- 2001 : Panacea & Cativo - The Hardest Tour on Planet Earth (Position Chrome)
- 2001 : Kate Mosh - Dynamo (Killer Pimp)
- 2001 : m² - Kopyright Liberation (Ant-Zen)
- 2001 : m² - Parsec (Hands Productions)
- 2001 : m² - This Anxious Space (Hymen Records)
- 2002 : Panacea / Needle Sharing / Tarmvred - Panacea Shares Needles With Tarmvred (Ad Noiseam)
- 2002 : Panacea - Underground Superstardom (Position Chrome)
- 2002 : m² - The Bitter End (Hands Productions)
- 2003 : m² - War of Sound (Ant-Zen)
- 2004 : m² - Aswad (Ant-Zen)
- 2005 : m² - The Frozen Spark (Ant-Zen)
- 2006 : m² - Nyx (Ant-Zen)
- 2010 : m² - Heliogabal (Ant-Zen)
- 2010 : The Panacea - Chiropteran (Position Chrome)
- 2019 : Panacea - Beyond All Boundaries